# Jardin Carré-de-Baudouin
Le jardin Carré-de-Baudouin est un espace vert du 20e arrondissement de Paris.

## Situation et accès
Situé rue de Ménilmontant, dans le quartier de Belleville, il est desservi par la ligne 3 bis à la station Pelleport.

## Historique
Le jardin constitue historiquement celui du pavillon Carré de Baudouin, construit au XVIIIe siècle et acquis par Nicolas Carré de Baudouin, en 1770, qui fit appel à l'architecte Pierre-Louis Moreau-Desproux pour modifier l'édifice. Le lieu est ensuite alloué en 1836 aux sœurs de Saint-Vincent-de-Paul qui créent un orphelinat dans le bâtiment voisin qui servira, jusqu'en 1992, de centre social. Le pavillon est classé en 1928 aux monuments historiques.

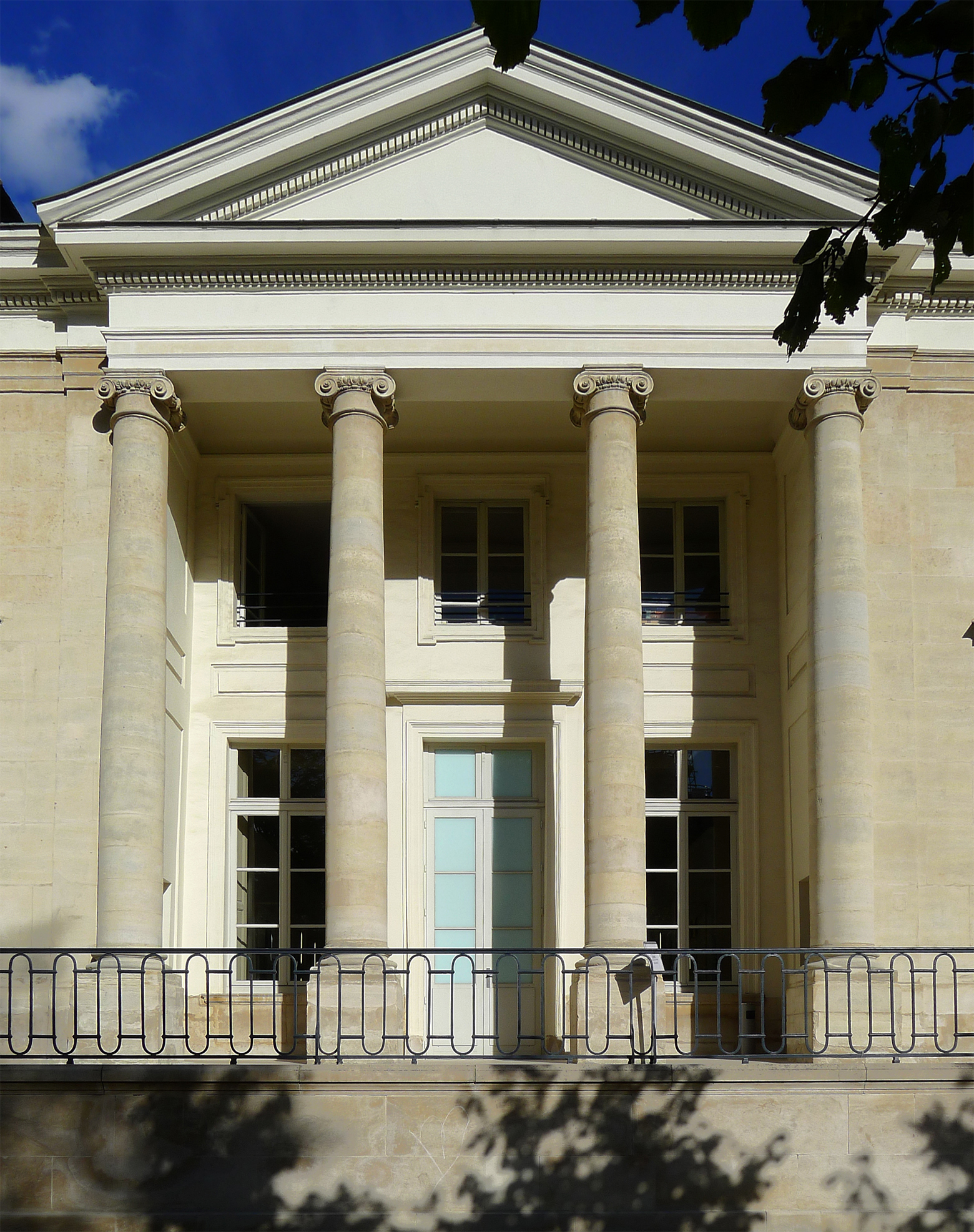
Pavillon : vue frontale du péristyle.
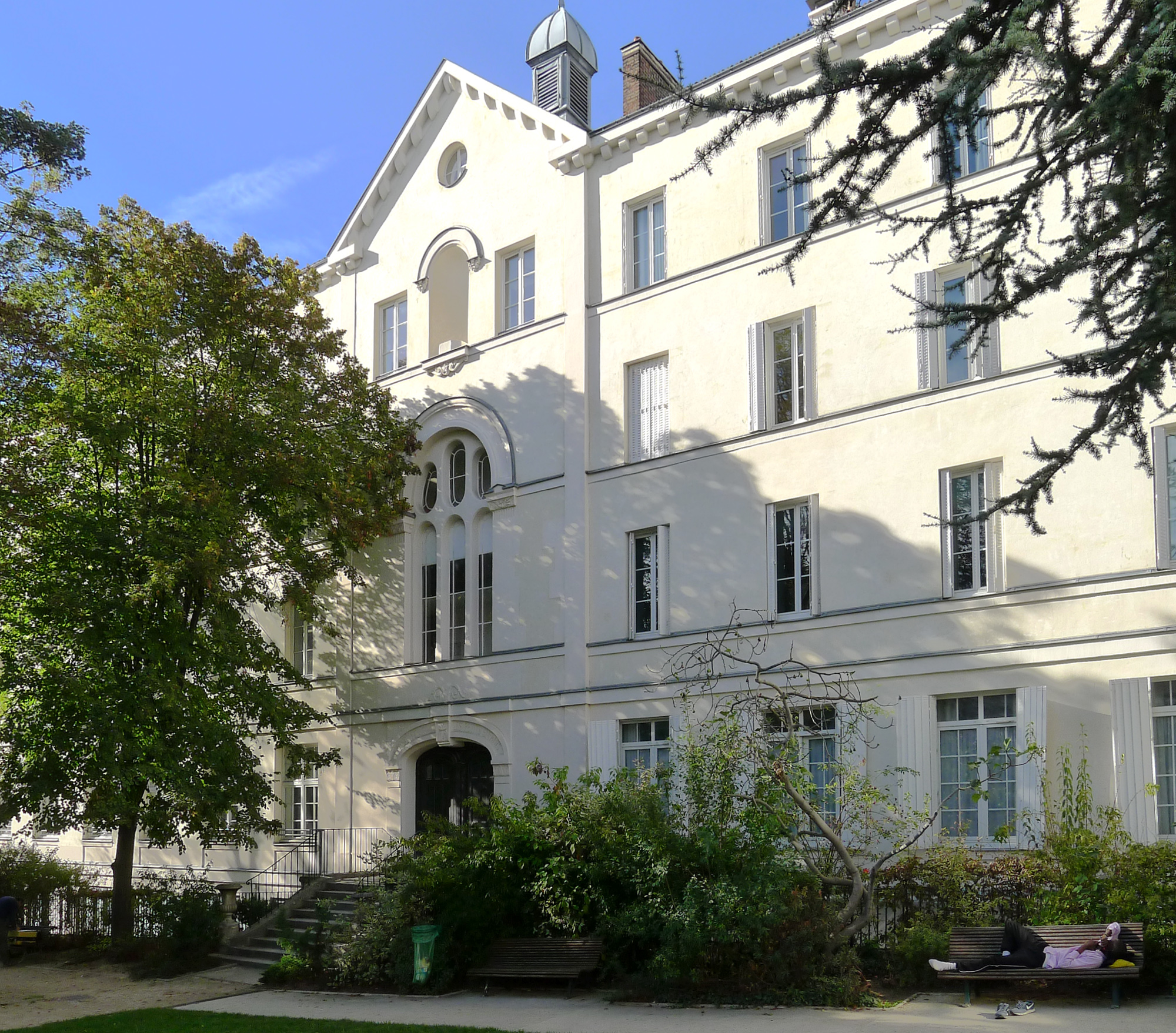
Ancien orphelinat des sœurs de Saint-Vincent-de-Paul.

## Origine du nom
Il doit son nom à la proximité du pavillon Carré de Baudouin.

## Historique
La mairie de Paris acquiert le site en 2003 et réalise d'importants travaux de restructuration menés par les architectes Stéphane Bigoni et Antoine Mortemard. Ils aménagent différents équipements et le jardin est rouvert en 2005 entre les 119-121, rue de Ménilmontant, sur une surface de 1 800 m2 autour du marronnier central, de l'ancien orphelinat, et du pavillon Carré de Baudouin (qui devient à partir de 2007 un lieu culturel municipal et un centre d'exposition). Une aire de jeux de 150 m2 est créée.

Autres vues du jardin
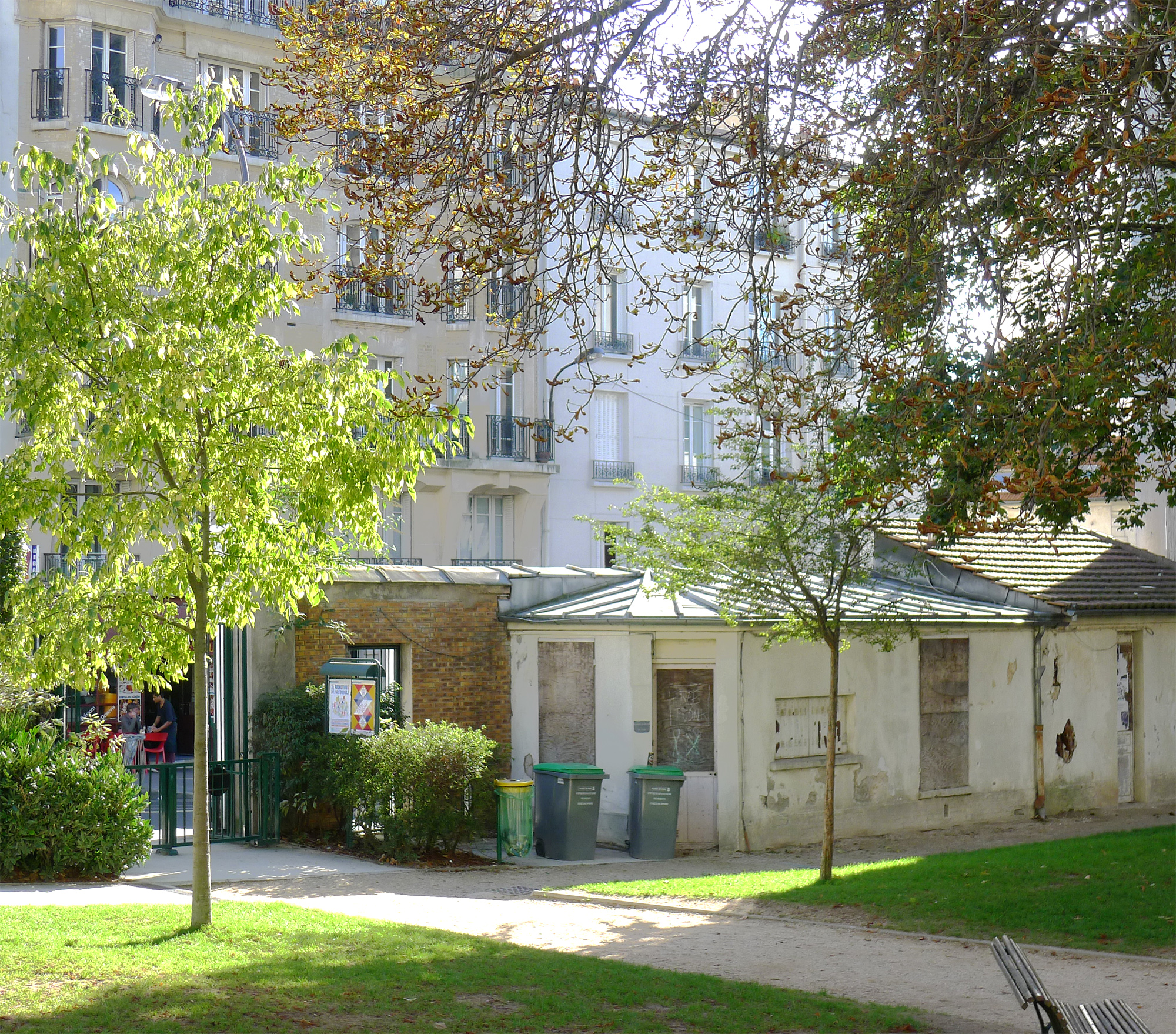
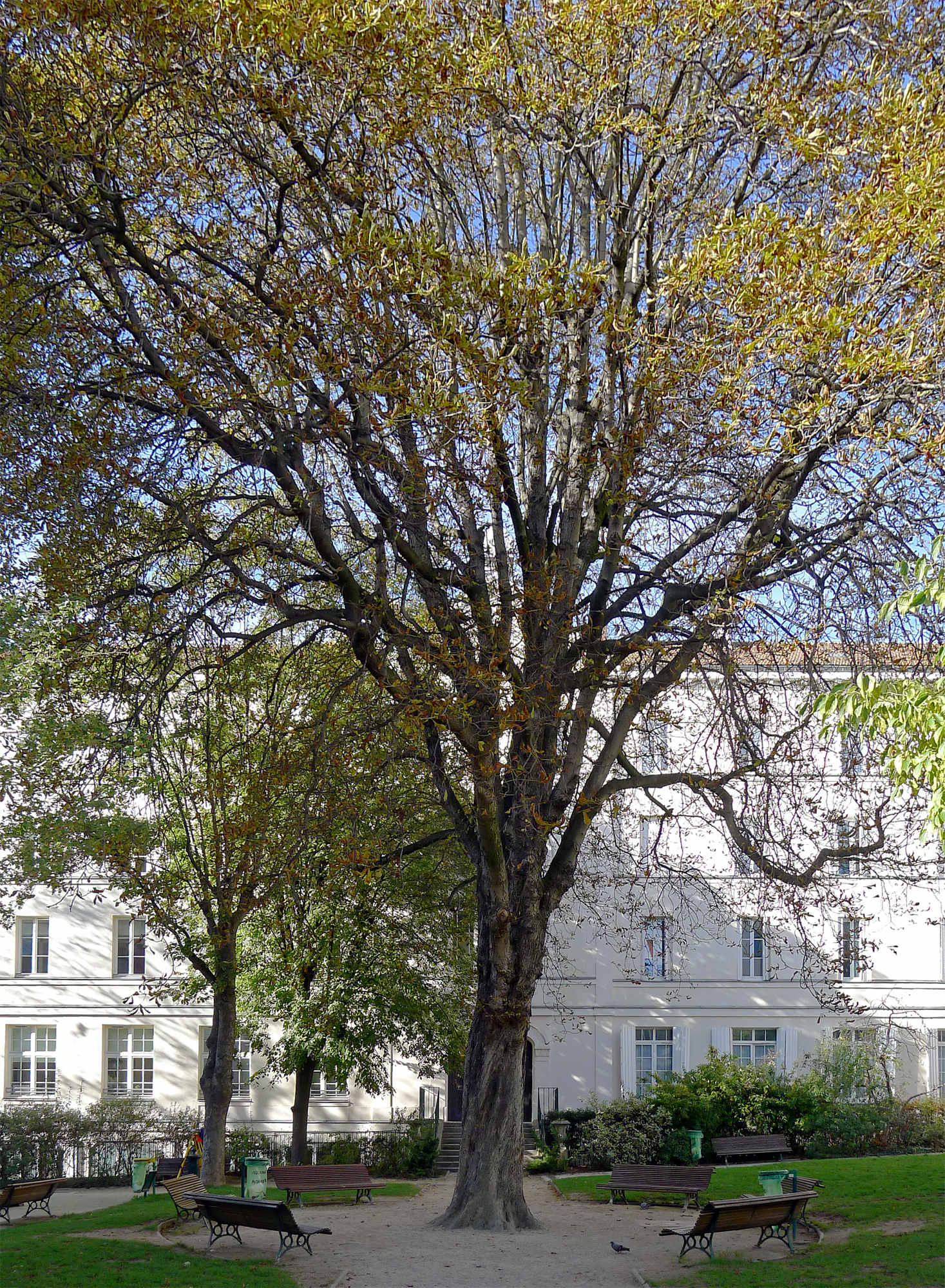